# Peter Gadet
Peter Gatdet Yak (c.1958 - 15 de abril de 2019) ou Peter Gadet foi um general do Exército de Libertação do Povo do Sudão que mais tarde tornou-se o líder do Exército de Libertação do Sudão do Sul, um movimento rebelde no Sudão do Sul.

## Carreira
Nascido entre 1957 e 1959 no Condado de Mayom, Sudão do Sul, era da etnia Bol Nuer.
Gadet começou sua carreira militar de 1981 a 1983 no contingente sudanês destacado para auxiliar o Iraque na Guerra Irã-Iraque.
O General Gadet foi membro das Forças de Defesa do Sudão do Sul durante a Segunda Guerra Civil Sudanesa. Ingressou no Exército de Libertação do Povo do Sudão após a Declaração de Juba de 8 de janeiro de 2006, mas afirmou que foi marginalizado e que o exército era dominado pelo nepotismo tribal. Em abril de 2011, Gadet emergiu como líder do Exército de Libertação do Sudão do Sul, uma nova milícia que exigia um governo de base mais ampla. No Estado de Unidade, iniciou um ataque ao Exército de Libertação do Povo do Sudão, deixando pelo menos 45 pessoas mortas. De acordo com os militares, vinte das vítimas eram soldados do exército sulista.
Em agosto de 2011, o porta-voz do Exército de Libertação do Sudão do Sul disse que o movimento declarou um cessar-fogo com o governo. Gadet integrou suas forças no exército e se tornou o Comandante da 8.ª Divisão.

### Guerra Civil do Sudão do Sul
Durante a Guerra Civil do Sudão do Sul (iniciada em dezembro de 2013), ele se amotinou novamente e sua milícia,  predominantemente Nuer, reivindicou o controle de Bor (Sudão do Sul). Riek Machar declarou que Gadet foi nomeado governador militar de Jonglei. Em julho de 2014, a União Europeia impôs sanções a Gadet, acusando-o de liderar um ataque à cidade de Bentiu, no qual cerca de 400 pessoas foram mortas durante o Massacre de Bentiu em 2014.
Em 11 de agosto de 2015, Gabriel Tang, Gathoth Gatkuoth, ex-chefe de logística do Movimento Popular de Libertação do Sudão na Oposição, e Gadet anunciaram haverem rompido com Machar, acreditando que o mesmo estava "buscando poder para si mesmo". Eles rejeitaram as negociações de paz em andamento e anunciaram que combateriam as forças de Machar, além das forças do governo, dizendo: "Eles (Machar e o presidente Salva Kiir) são símbolos de ódio, divisão e liderança fracassada, ambos os líderes foram responsáveis por iniciar a crise."
Gatkuoth afirmou que desejava um presidente que não fosse Dinka nem Nuer, e que pretendia registrar seu grupo como um movimento político chamado "Partido Democrático Federal". Gadet tornou-se presidente do Conselho de Comando Militar do Partido Democrático Federal/Forças Armadas do Sudão do Sul.
Em janeiro de 2015, um assassinato deliberado generalizado de civis ocorreu em Bor por forças sob o controle de Gadet, incluindo catorze mulheres sendo mortas em um complexo da igreja. Em maio, os Estados Unidos impuseram sanções a Gadet.

## Vida pessoal
Sua esposa é filha de Gatluak Gai, um general rebelde. Ele também fez parte do conselho de consultores do Jarch Management Group, com sede nos Estados Unidos, que obteve concessões de petróleo em grandes áreas de terra no Sudão do Sul.

## Morte
Gadet morreu de ataque cardíaco em Cartum em 15 de julho de 2019. O Movimento de Libertação do Povo do Sudão na Oposição, liderado por Machar, emitiu uma mensagem de condolências.